# Tropische Sprue
Bei der tropischen Sprue handelt es sich um ein in den Tropen vorkommendes Malabsorptionssyndrom unbekannter Genese. Neben den Bewohnern der Endemiegebiete erkranken auch Personen, die diese Gegenden besuchen oder besucht haben. Heute wird angenommen, dass der Dünndarm dieser Patienten chronisch mit enteropathogenen (den Magen-Darm-Trakt schädigenden) Keimen kontaminiert ist.
Das davon unterschiedliche Krankheitsbild der einheimischen Sprue ist unter Zöliakie beschrieben.

## Symptome und Folgen
Abdominelle Beschwerden, Blähungen, Übelkeit, Erbrechen und Durchfall kennzeichnen das klinische Bild. Die mangelhafte Aufnahme von Vitamin B12 und Folsäure hat häufig die Ausbildung einer megaloblastären Anämie zur Folge. Fieber ist selten. Die Erkrankung verläuft unbehandelt progredient.

## Diagnose
Wegweisend ist die Reiseanamnese. Biopsien aus Duodenum oder Jejunum können Zeichen der Zottenatrophie zeigen, aber auch nur geringe Veränderungen aufweisen.

## Therapie
Therapie der Wahl ist der Ausgleich der Malabsorption durch die Substitution von Folsäure und Cobalamin und eine langfristige Antibiose, z. B. mit Tetracyclin.